# Alstroemeria angustifolia
Alstroemeria angustifolia är en alströmeriaväxtart som beskrevs av Herb.. Alstroemeria angustifolia ingår i släktet alströmerior, och familjen alströmeriaväxter.

## Underarter
Arten delas in i följande underarter:
- A. a. angustifolia
- A. a. velutina

## Bildgalleri

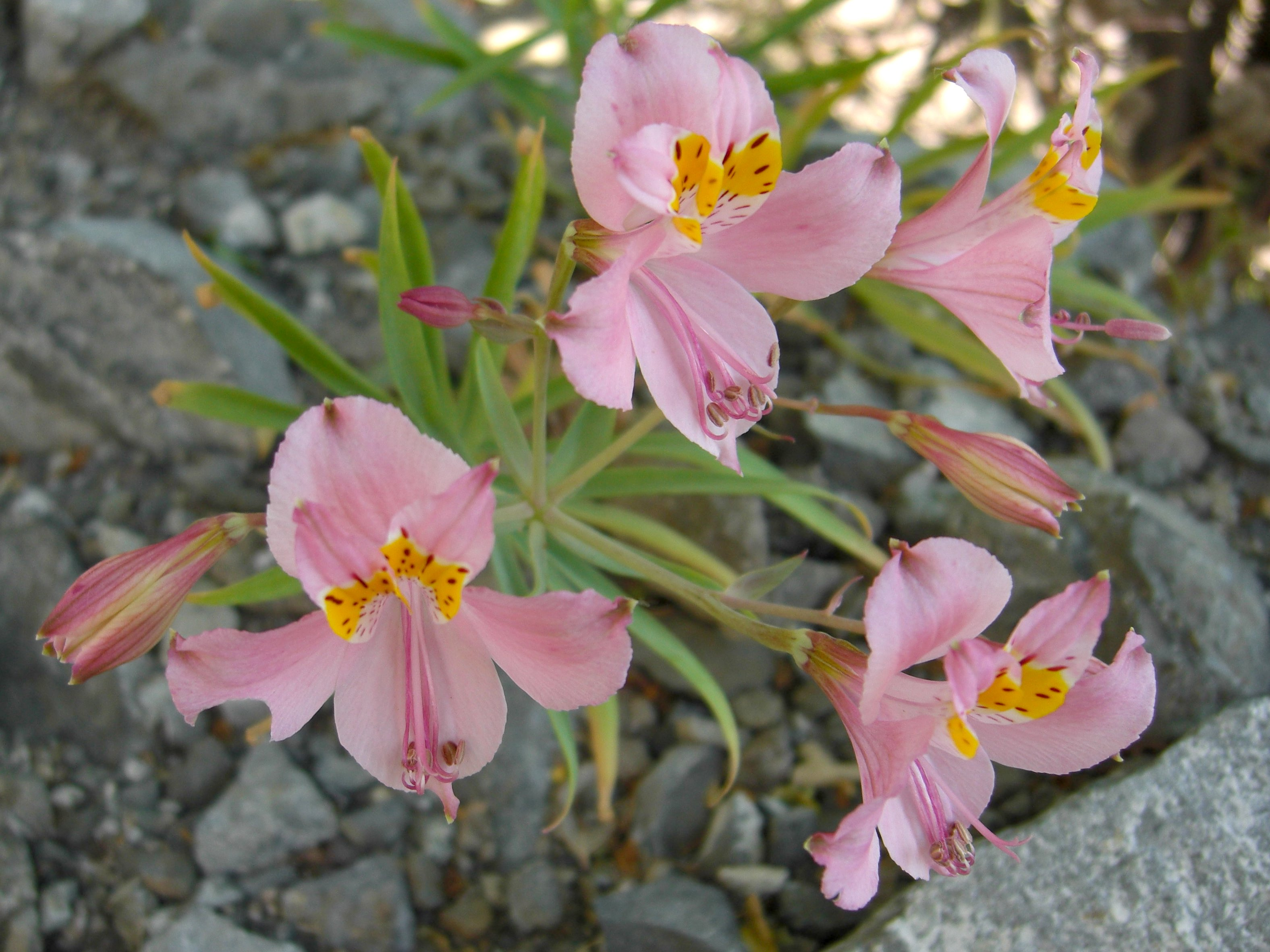